# Au paradis à coups de revolver
Pour plus de détails, voir Fiche technique et Distribution.
Au paradis à coups de revolver (titre original : Heaven with a Gun) est un film américain de Lee H. Katzin sorti en 1969.

## Synopsis
Jim Killian, un ancien tueur, s'est depuis longtemps repenti et amnistié. Il a fondé la Mission évangéliste du Bon Pasteur et se consacre pleinement à la pacification des communautés victimes des conflits en rapport avec la Conquête de l'Ouest. Arrivant à la ville de Vinegatoon, Killian veut empêcher le clan des éleveurs de bovins de malmener les petits bergers dont ils convoitent les pâturages. Mais Killian se rend bien vite compte que la Bible est inefficace face au revolver.

## Fiche technique
- Titre original : Heaven with a Gun
- Réalisation : Lee H. Katzin
- Scénario : Richard Carr
- Directeur de la photographie : Fred J. Koenekamp
- Montage : Dann Cahn
- Musique : Johnny Mandel
- Production : Frank et Maurice King
- Genre : Western
- Pays de production :  États-Unis
- Durée : 101 minutes
- Dates de sortie :
  - États-Unis : 11 juin 1969 (New York)
  - France : 1er octobre 1969

## Distribution
- Glenn Ford (VF : Roland Ménard) : Jim Killian
- Carolyn Jones (VF : Paule Emanuele) : Madge McCloud
- Barbara Hershey (VF : Danièle Ajoret) : Leloopa
- John Anderson (VF : Jean Violette) : Asa (Harry en VF) Beck
- David Carradine : Coke Beck
- J. D. Cannon (VF : Claude Joseph) : Mace
- Noah Beery Jr. (VF : Jean Clarieux) : Garvey
- Harry Townes (VF : Georges Aubert) : Gus Sampson
- William Bryant (en) (VF : Robert Bazil) : Bart Paterson
- Virginia Gregg (VF : Marie Francey) : Mrs Patterson
- James Griffith (VF : Claude Dasset) : Abraham Murdock
- Roger Perry (VF : Pierre Garin) : Ned Hunter
- Claude Woolman : Gilcher
- Ed Bakey : Scotty Andrews
- Barbara Babcock : Mrs Andrews